# NGC 1375
NGC 1375 (również PGC 13266) – galaktyka soczewkowata (SB0), znajdująca się w gwiazdozbiorze Pieca. Została odkryta 29 listopada 1837 roku przez Johna Herschela. Galaktyka ta należy do gromady w Piecu.